# كالوم كير
كالوم كير (بالإنجليزية: Calum Kerr)‏ هو سياسي بريطاني، ولد في 5 أبريل 1972 في المملكة المتحدة. حزبياً، نشط في الحزب القومي الاسكتلندي. وقد في الانتخابات العامة في المملكة المتحدة 2015، انتخب عضو برلمان المملكة المتحدة الـ56 عن دائرة بيرويكشيري، روكسبورغ وسيلكيرك وقد انضم خلال فترته النيابية ‏ (8 مايو 2015 – 3 مايو 2017)  للكتلة البرلمانية الحزب القومي الاسكتلندي.